# Marina Barampama
Marina Barampama (sinh năm 1969) là một chính trị gia người Burundi. Bà được bầu làm Phó tổng thống thứ hai vào ngày 8 tháng 9 năm 2006, thay thế Alice Nzomukunda. Bà ở lại vị trí này trong sáu tháng, cho đến khi bà bị cách chức vì ủng hộ Hussein Radjabu. Trước đây là thành viên của Hội đồng Quốc gia Bảo vệ Dân chủ - Lực lượng Bảo vệ Dân chủ (CNDD nặng FDD), hiện bà là Tổng Thư ký Liên minh Hòa bình và Phát triển.

## Sự nghiệp chính trị
Sau khi Phó Tổng thống Alice Nzomukunda từ chức vì tham nhũng và vi phạm nhân quyền, Barampama đã được Tổng thống Pierre Nkurunziza đề cử cho vai trò này vào ngày 8 tháng 9 năm 2006. Bà gần như không được biết đến, và các thành viên của đảng đối lập, Liên minh vì sự tiến bộ quốc gia (UPRONA), đã bỏ phiếu để phản đối việc thiếu thông tin cung cấp về bà. Sau đó, họ lập luận rằng cuộc bầu cử của Barampama là không hợp lệ, vì không có thành viên của họ, không có đủ thành viên bỏ phiếu để tạo thành một đại biểu.
Bà đã bị Nkurunziza sa thải vào ngày 8 tháng 2 năm 2007; ông quy cho điều này là không vâng lời và vô trách nhiệm. Barampama từng là người ủng hộ Hussein Radjabu, cựu chủ tịch Hội đồng Quốc phòng Dân chủ - Lực lượng Bảo vệ Dân chủ (CNDD, FDD), người đã bị Tổng thống lật đổ trước khi Tổng thống Barampama bị phế truất. Radjabu sau đó đã bị bắt và bị giam cầm 13 năm vì tội lật đổ.
Sau đó, bà đã chuyển lòng trung thành sang Liên minh vì hòa bình và phát triển (UPD) và đến năm 2015 đã trở thành Tổng bí thư của đảng. Sau sự gia tăng bạo lực được thấy trong tình trạng bất ổn của Burundi và vụ giết người phát ngôn của đảng Patrice Gahungu, Barampama lo sợ cho tính mạng của mình khi bà nói rằng UPN được coi là mối đe dọa đối với chính phủ.